# Carlo Porta
Carlo Porta (Milà, 15 de juny de 1776 - 5 de gener de 1821) fou un poeta italià que escrivia en milanès, dialecte central del llombard occidental.

## Biografia
Nascut a Milà el 15 de juny de 1776, va ser el sisè fill de Giuseppe Porta i de Violante Gottieri. El seu pare era descendent d'una família benestant de la ciutat i era funcionari de l'Imperi Austríac, arribant a ser caixer del Monte di Santa Teresa, el banc estatal. D'altra banda, la seva mare era una dona pietosa, nascuda en una família amb nombrosos membres del clergat. Diversos dels seus germans, tant grans com menors, van morir prematurament.
Orfe de mare, va ser enviat a estudiar al "Regio Imperial Collegio" de clausura de Monza, sota la direcció d'antics jesuïtes, i, més tard, al seminari de Milà, on estudià filosofia en qualitat d'alumne extern i laic, però finalment va haver d'abandonar-lo per ordre del seu pare.
No d'acord la carrera mercantil a la qual la seva família el volia destinar, finalment va seguir els designis paterns i va entrar a ocupar càrrecs a l'administració. Amb l'entrada dels francesos a Milà, entre 1796 i 1797, es va proclamar l'estat satèl·lit napoleònic de la República Cisalpina, pel seu pare va implicar la pèrdua del seu càrrec a l'administració. Poc després, el 1798, Porta va marxar amb el seu germà Baldasarre a Venècia, la qual havia passat a mans de l'Imperi Habsburg d'Àustria. Mentre va residir a la ciutat va ocupar un càrrec al departament de tresoreria. L'any següent va tornar a Milà alhora que ho feien els austríacs, i va entrar a treballar també a l'administració de tresoreria, tanmateix, va perdre el càrrec el 1800, quan els francesos van tornar a ocupar la ciutat. No obstant això, finalment, durant el període napoleònic, va arribar a entrar a la tresoreria del banc Monte Napoleone l'any 1814.
A Milà va gaudir de la companyia de notables homes de lletres, entre els quals Foscolo i Monti. La fama de Porta es deu a l'ús del dialecte milanès en composicions poètiques. Romàntic seguidor de les doctrines del seus amics Manzoni i Grossi, entre d'altres. Algunes de les seves opinions s'oposen als francesos, que havien provocat misèria a Itàlia.

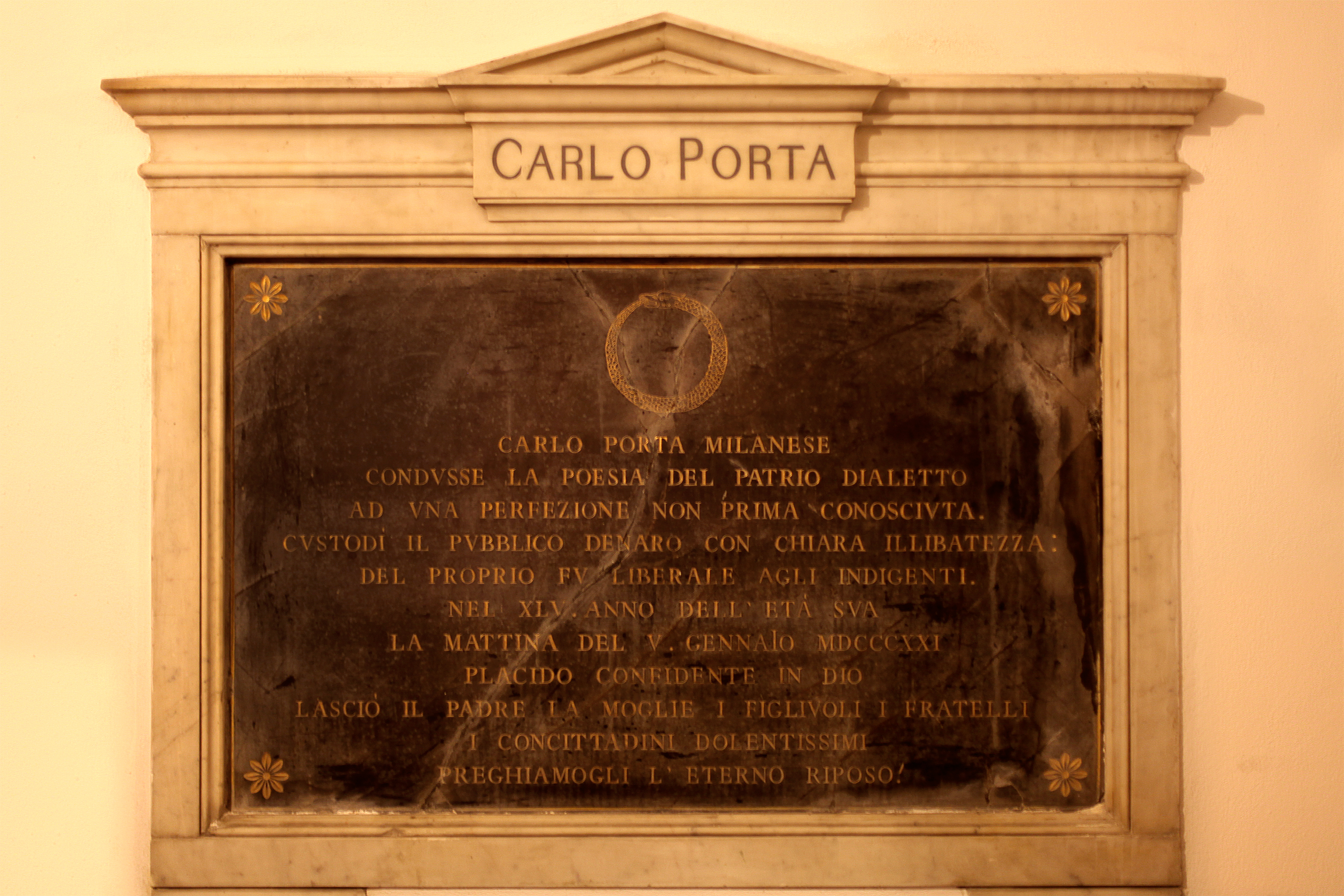
La làpida de Carlo Porta a la cripta de l'església San Gregorio Magno de Milà.

Amb sols quaranta-cinc anys, i en un moment de plenitud de la seva fama, Porta va morir a Milà el 5 de gener de 1821 a causa d'un atac de gota. Va ser enterrat a l'església de Sant Gregori Magne (San Gregorio Magno), fora de la porta oriental, però la seva tomba es va perdre. A la cripta del temple (actualment situat a la Porta Venezzia) hi ha la seva làpida (juntament amb la d'altres personatges famosos) que es va col·locar a la paret del cementiri del mateix San Gregorio al Lazzaretto di Milano, un sanatori al costat de l'església.

## Obra
L'activitat poètica de Porta va començar amb la traducció d'obres clàssiques italianes: l'oda A Silvia (1795) de Giuseppe Parini, i diversos càntics de l'Infern de la Divina Comèdia de Dante Alighieri, entre 1802 i 1805. El poeta es va inclinar pel llombard, concretament el dialecte milanès, de forma conscient en favor de la humanitat descurada pels escriptors professionals, i emprar-lo com a manifestació de participació moral, tot i que rarament s'expressà forma de protesta. També el va veure com una necessitat de renovar la llengua nacional, que no corresponia amb la cultura de classe popular o de la burgesia puixant de l'època. En l'ús del milanès demostra molta habilitat, la llengua del poble és adaptada de forma magistral amb el propòsit d'expressar-se literàriament.
Pel que fa la composició poètica, va decantar-se per l'octava i, per tant, per un vers de caràcter narratiu, una mètrica clàssica que era de les preferides de les classes populars. Les obres de Porta són un valuós document, plenes de persones de totes les classes socials amb les que va tractar (aristòcrates, religiosos, classes populars...) en tota mena d'escenaris, des de salons nobles fins a tavernes o bordells, un retrat realista que esdevé artístic. Amb tot, Porta prefereix sobretot homes de classes baixa que pateixen penúries. A causa de la diversitat social, s'expressa també amb diversos gèneres com la comèdia, la sàtira o el drama. Va tenir èxit amb composicions humorístiques com Desgrazi de Giovannin Bongee o Olter desgrazi de Giovannin Bongee.

### Publicacions
- El lava platt del Meneghin ch'è mort (1792)
- Desgrazzi de Giovannin Bongee (1812)
- Olter desgrazzi de Giovannin Bongee (1814)
- La Ninetta del Verzee (1814)
- El lament de Marchionn di gamb avert (1816)
- Le poesie (1817)
- Poesie edite in dialetto milanese (1821)
- Poesie edite e inedite (1826)